# Richella
Richella là một chi thực vật thuộc họ Annonaceae. Chi này có các loài sau (tuy nhiên danh sách này có thể chưa đủ):
- Richella hainanensis, (Tsiang & P.T.Li) Tsiang & P.T.Li